# Модуньо
Модуньо (итал. Modugno) — коммуна в Италии, располагается в регионе Апулия, в провинции Бари.
Население составляет 38 135 человек (2008 г.), плотность населения составляет 1165 чел./км². Занимает площадь 31 9 км². Почтовый индекс — 70026. Телефонный код — 080.
Покровителем населённого пункта считается святой San Nicola da Tolentino.

## Демография
Динамика населения:

## Администрация коммуны
- Официальный сайт: http://www.comune.modugno.ba.it